# Al-Ahli Merowe
El Al-Ahli Merowe es un equipo de fútbol de Sudán que juega en la Primera División de Sudán, la primera categoría del país.

## Historia
Fue fundado en el año 1956 en la ciudad de Merowe y fue hasta 2017 que consigue el ascenso a la Primera División de Sudán al ganar el título de la liga norte.
Su primer torneo internacional ha sido la Copa Confederación de la CAF 2021-22 donde fue eliminado en la segunda ronda por el Gor Mahia FC de Kenia.

## Palmarés
Liga del Norte de Sudán: 1
2017

## Participación en competiciones de la CAF
| Temporada | Torneo                       | Ronda | Club         | Casa | Visita | Global |
| --------- | ---------------------------- | ----- | ------------ | ---- | ------ | ------ |
| 2021/22   | Copa Confederación de la CAF | 1     | Atlabara FC  | 2-0  | 2-0    | 4-0    |
| 2021/22   | Copa Confederación de la CAF | 2     | Gor Mahia FC | 1-3  | w.o.1  | 1-3    |

1- Al-Ahli Merowe abandonó el torneo antes de jugar el partido de vuelta.